# Percina gymnocephala
Percina gymnocephala is een straalvinnige vissensoort uit de familie van de echte baarzen (Percidae). De wetenschappelijke naam van de soort is voor het eerst geldig gepubliceerd in 1980 door Beckham.